# Наккошлик

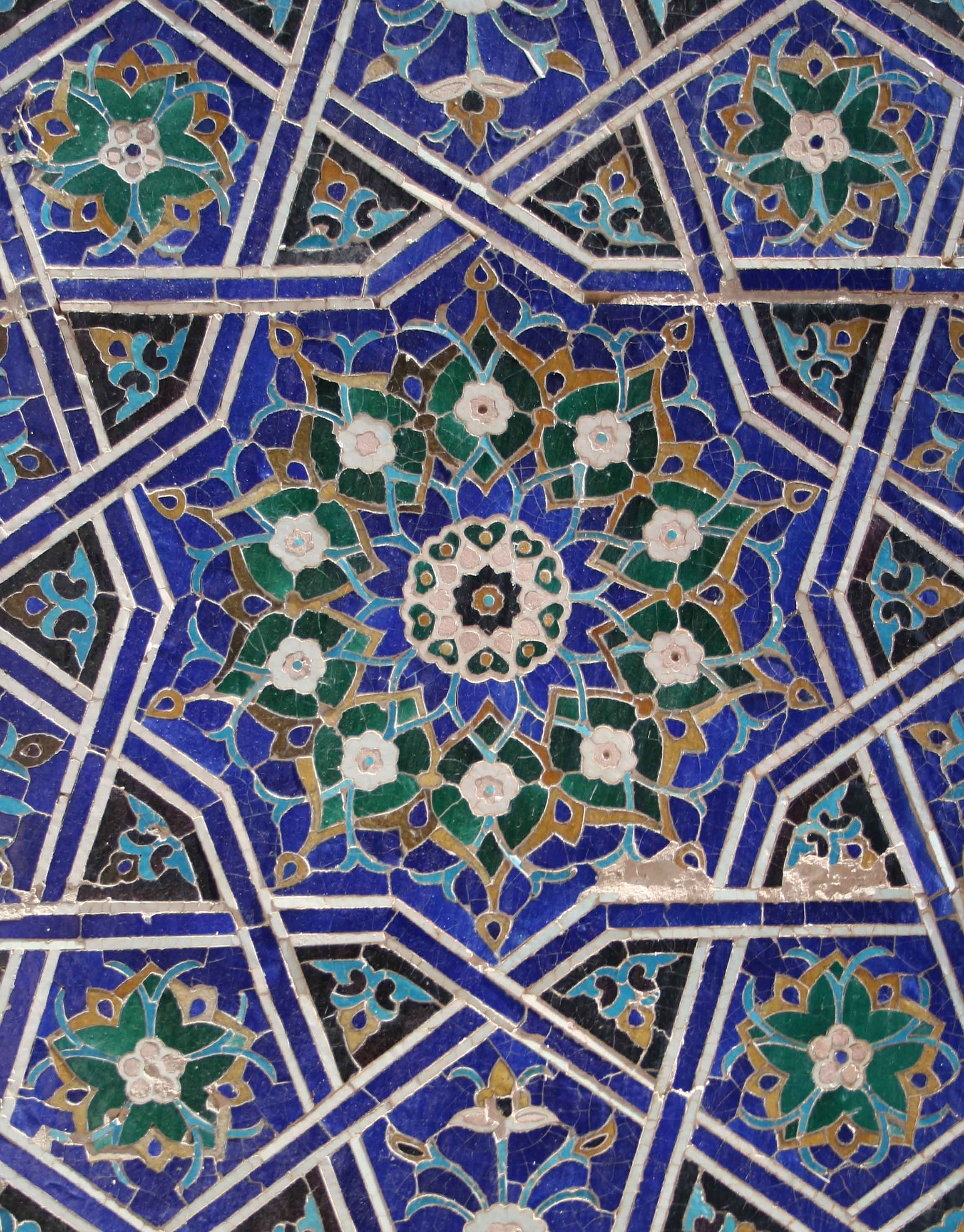
Орнамент гирих с инкрустированным растительным украшением в ансамбле мавзолеев Шахи Зинда в Самарканде, Узбекистан

Наккошлик (узб. Naqqoshlik) — вид декоративно-прикладного искусства, а также искусства в целом, старинный народный промысел, получивший распространение в странах Средней Азии и Ближнего Востока. Название произошло от арабского слова «накш», обозначающего изображение или цветок. Представляет собой нанесение сложного орнамента, образованного путём повторения различных фигур, таких как птицы, животные, растения, геометрические фигуры, в определённом порядке; используется в архитектуре, ковроткачестве, вышивке, резьбе по дереву, камню и ганчу, каллиграфии и ювелирном деле.
В 2023 году «искусство наккошлик» было внесено в Репрезентативный список нематериального культурного наследия человечества по совместной заявке Узбекистана, Азербайджана, Таджикистана, Турции и Ирана.

## История
Архитектурные памятники и археологические раскопки на территории Средней Азии свидетельствуют о том, что искусство наккошлик культивировалось здесь с древнейших времен. Красота узоров, выполненных в разных стилях, обнаруженных на памятниках Кой-Крылган-кала, Топрак-кала, Хорезма, Термеза, Варахши, Афросиаба, свидетельствует о высоком уровне техники мастеров прошлого. Особенно широкое распространение наккошлик получил в IX—XII вв., XIV—XV вв. и XVIII—XIX вв. в переплётном деле, украшении рукописей, живописи, архитектуре; совершенствовались техники и стили, которые приобрели свою неповторимую цветовую гармонию и устоявшиеся самостоятельные композиции.
В эпоху ханств мастера-наккоши концентрировались преимущественно в крупных городах, таких как Хива, Коканд, Бухара и Самарканд. Достаточно распространённой практикой был взаимный обмен опытом среди представителей разных школ, когда в оформлении зданий в Самарканде принимали участие мастера из Ферганы и Бухары, а в Ташкенте — мастера из Коканда и Маргилана. Этот процесс сыграл огромную роль в развитии школ наккошлика, так как каждая из них отличается своей уникальной композицией, стилем работы и цветовой палитрой. Техника исполнения и найденные удачные образцы узоров передавались из поколения в поколение от учителей к ученикам, которые развивали наккошлик каждый в соответствии со своими талантами. Наиболее сильно отличаются друг от друга некоторыми специфическими характеристиками школы наккошлик Хорезма, Бухары, Самарканда, Ферганской долины и Ташкента.
Так, орнаменты ташкентской школы выделяются изяществом и плавностью перехода цветов друг в друга, строгим соблюдением определённой цветовой гаммы, частым использованием геометрических и растительных элементов, зачастую выполненных в зелёных тонах. В элементе ислими широко используются замысловатые узоры с чётко стилизованными элементами хлопка, трёхлистника, цветков и других элементов. Основоположниками ташкентской школы наккошлика были мастера Олимжон Косимжонов, Якубжон Рауфов, Джалил Хакимов, Тоир Тохтаходжаев, Закир Боситханов, Махмуд Тураев, Анвар Ильхомов, Комил Каримов.
Орнаменты хорезмской школы наккошлик имеют принципиальные отличия от орнаментов Самарканда, Ташкента, Ферганы и Бухары. В хорезмских узорах преобладают синие и зеленые цвета. Композиция исламского орнамента состоит из веток, венков, цветков, листьев, часто встречается использование орнамента гирих в форме звёзд, между которыми располагаются спиральные исламские узоры; хорезмские узоры, как правило, базируются на узорах мадохиль. Яркими представителями хорезмской школы живописи были Абдулла Болтаев, Рузимат Машарипов, Одамбой Якубов, Эшмурод Сапаев.
Бухарский орнамент отличается сложностью и красотой композиций, часто использование сложных, точных и чётких орнаментов, состоящих из ритмичных растительных узоров из листьев, плодов и цветов. Самаркандский орнамент более близок к ташкентскому и ферганскому, он отличается большим использованием элемента цветов, чрезвычайной подвижностью и живостью растительных элементов, зачастую узоры выполнены в синем или зелёном цветах. Такие художники, как Уста Рахмонкул, Уста Джамолиддин, Уста Абдузахид, Уста Шариф, Уста Алимжон, Уста Боки, а позднее Уста Джалол и Болта Джалилов, заложили основу самаркандской школы живописи и внесли огромный вклад в её развитие.
В 1990-х годах мастера-наккоши начинают объединяться в творческие центры и ассоциации, наиболее значимые объединения: «Усто», «Мусаввир», «Хунарманд». В настоящее время наккошлик в Узбекистане получил широкое развитие, ведётся подготовка мастеров в специализированных учебных заведениях, колледжах и художественных центрах. Мастера-наккоши принимают активное участие в строительстве современных зданий и восстановлении культурных памятников. При их непосредственном участии были оформлены резиденция Оксарой, здание Олий Мажлиса, Государственный музей истории Тимуридов, концертный зал «Туркестан», здание Узбекской консерватории, Большой театр имени Алишера Навои, Узбекский национальный академический драматический театр.

## Описание процесса
Мастер сначала наносит эскиз рисунка или его части на бумагу или ткань (особенно при нанесении сложных узоров, таких как гирих и ислими), а затем готовит лекала, в процессе изготовления которых он может использовать как готовые шаблоны узоров, так и придумывать новые элементы самостоятельно. Изготовлением шаблонов занимаются самые искусные художники-наккоши, их создание требует от мастера, помимо вкуса и умения, усердной и длительной практики. В традиционной узбекской архитектуре наккошлик использовался как для украшения интерьера: роспись потолков и стен, так и в оформлении экстерьера зданий. Для узбекских мастеров характерно ритмичное чередование переплетающихся ветвей, цветов в растительно-геометрическом узоре, классические приёмы ислими и гирих.
Универсальность мастера-наккоша требует от него хорошего владения навыками как орнаментальной живописи, так и архитектурной росписи по ганчу и дереву. Перед нанесением узора, на поверхность дерева наносится шпаклёвка, состоящая из мела перемешанного с растительным клеем, которую отшлифовывают и грунтуют после высыхания. После определения вида и расположения будущего орнамента изготавливается трафарет основного элемента. После перенесения контура основного рисунка на подготовленную поверхность мастер приступает к окраске, начиная с фона и постепенно переходя к стеблям, лепесткам, цветам и геометрическим узорам. После этого наккош прочерчивает все контуры изображения тёмными красками для придания орнаменту большей контрастности.